# Fissistigma chloroneurum
Fissistigma chloroneurum är en kirimojaväxtart som först beskrevs av Hand.-mazz., och fick sitt nu gällande namn av Ying Tsiang. Fissistigma chloroneurum ingår i släktet Fissistigma och familjen kirimojaväxter. Inga underarter finns listade i Catalogue of Life.